# Dualstar
Dualstar Entertainment var ett amerikanskt medieföretag/filmbolag som ägs av tvillingarna Mary-Kate Olsen och Ashley Olsen födda 1986.
Företaget gör nu smink, kläder, böcker, filmer, dockor, skivor, tidningar och videospel i deras namn. Dualstars första film var Double, Double, Toil and Trouble  som hade ett halloweentema. I alla dualstarfilmerna har Mary-Kate och Ashley huvudrollerna och i några är de också producenter. Dualstar gör också tv-serier som Mary-Kate and Ashley in Action! och You're invited to Mary-Kate and Ashley och ytterligare serier med tvillingarnas namn. Dualstar ägdes först av Robert Thorne som var manager till tvillingarna. 2004 tog de över företaget. Tvillingarnas första roller som vuxna var i filmen New york minute 2004.

## Dualstarsserier i urval
- Mary-Kate and Ashley in Action!, 2001
- You're Invited to Mary-Kate and Ashley, 1995-1999 (långfilm år 2000)
- The Adventures of Mary-Kate & Ashley, 1994-1997

## Dualstars filmer
- 1993, Double, Double, Toil and Trouble
- 1994, Tvillingarna i trubbel
- 1995, Två skall man vara
- 1998, Pappas nya tjej
- 1999, Switching Goals
- 1999, Passport to Paris
- 2000, Tvillingarnas vilda äventyr
- 2001, Tvillingarna på äventyr i London
- 2001, Tvillingarnas äventyr på Bahamas
- 2002, Tvillingarna får körkort
- 2002, When in Rome
- 2003, The Challenge
- 2004, New york minute
- 2009, The President's Daughters